# Lola Ridge
Lola Ridge (12 décembre 1873 - 19 mai 1941) est une poétesse anarchiste et une éditrice de publications féministes et marxistes.

## Vie et écrits
Lola Ridge est née à Dublin, puis a vécu en Nouvelle-Zélande et en Australie avant de partir aux États-Unis en 1907. Son premier livre, Le Ghetto et autres poèmes est publié en 1918. Le poème Le Ghetto dépeint la communauté juive de Hester Street à New York et soutient la comparaison avec les œuvres de Charles Reznikoff. Le livre est bien accueilli par la critique et la conduit à collaborer avec des magazines littéraires d'avant-garde tel que Others ou Broom. Par la suite, Lola Ridge publie quatre autres recueils de poésie,.

## Activités politiques
Elle n'appartient à aucun parti politique mais ses sympathies vont à la mouvance anarchiste. En 1916, elle soutient Tom Mooney et Warren Billings, deux syndicalistes radicaux, accusés lors d'un procès truqué, d'être les responsables de l'attentat à la bombe perpétré à San Francisco lors d'une parade et qui coûte la vie à dix personnes. Elle proteste contre l'exécution de Sacco et Vanzetti en 1927, ce qui lui vaut une arrestation. Ses principales poésies politiques sont réunies dans son troisième livre, Red Flag (drapeau rouge), édité en 1927.

## Œuvres
- The Ghetto, and Other Poems, Huebsch, 1918.
- Sun-Up, and Other Poems, Huebsch, 1920
- Red Flag, Viking, 1927.
- Firehead, Payson & Clarke, 1929.
- Dance of Fire, Smith & Haas, 1935.
- Daniel Tobin, ed. (2007). Light in Hand: Selected Early Poems. Quale Press
- Collected Early Works of Lola Ridge (ed. Daniel Tobin) Little Island Press, 2018.